# Київська телевежа
Ки́ївська телеве́жа — суцільнометалева просторова ґратована висотна споруда висотою 380 метрів у Києві, побудована в 1968–1973 роках у Києві для трансляції радіо та телебачення. Найвища решітчаста вільностояча конструкція світу на момент спорудження та найвища споруда України.

## Розташування
Телевежа розташована у Шевченківському районі столиці, історичній місцевості Сирець біля Бабиного Яру, станції метро Дорогожичі, Лук'янівського меморіального комплексу.

## Радіомовлення
Радіостанції які мовлять з телевежі Концерну радіомовлення, радіозв'язку та телебачення

### Нижні частоти
- 67,28 УКХ — Еммануїл

### Високі частоти
- 88.4 FM — Прямий FM
- 89.4 FM — Радіо М
- 94.6 FM — Армія FM
- 96.0 FM — Radio NV
- 96.8 FM — DJ FM
- 98.0 FM — Київ FM
- 98.5 FM — Радіо Байрактар
- 99.0 FM — Radio Nostalgie
- 100.0 FM — Країна ФМ
- 100.5 FM — Радіо Марія
- 101.9 FM — Шлягер FM
- 102.5 FM — Просто Раді.О
- 104.0 FM — Power FM
- 105.0 FM — Українське Радіо. Київ
- 105.5 FM — Перець FM

## Історія будівництва
Телевежа споруджена за проєктом київського інституту «УкрНДІпроектстальконструкція ім. Шимановського». Розроблена спершу для столиці СРСР Москви, у початковому варіанті проєкту вежа мала висоту близько 500 метрів. Київський проєкт у Москві було відхилено 1958 року через «естетичну невідповідність», а через декілька років, коли виникла потреба у власній київській телевежі, її проєкт був взятий майже у готовому вигляді, але на замовлення влади заплановану висоту вежі було зменшено до 385 метрів.
Будівництво почалось 1968 року, 30 липня 1973 споруду було відкрито. Маса металоконструкцій 2700 т. Телевежа цілком складається зі сталевих труб різного діаметра. Нижня частина вежі (база) складається з чотирьох нахилених ґратованих опор, що підтримують призматичну ґратовану частину. У центральній частині вежі розташована вертикальна труба діаметром 4 метри. Вона слугує шахтою ліфту та плавно переходить в антенну частину. На вежі встановлено два ліфти, один з яких працює до позначки 200 метрів, а другий — 329 метрів. На позначках 80 і 200 метрів знаходяться дві технічні споруди.

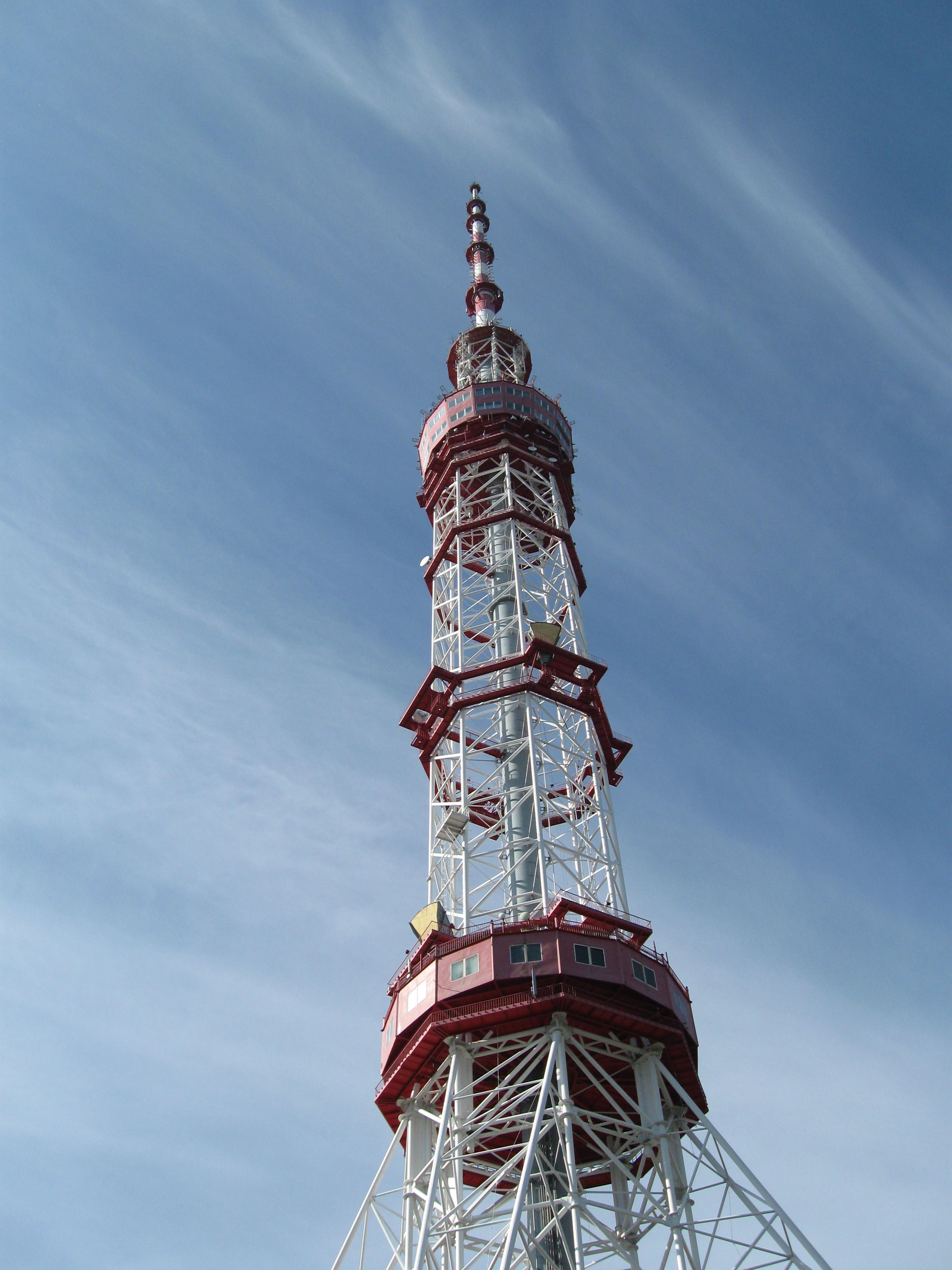
Вигляд телевежі зблизька

Особливістю конструкції київської телевежі є те, що для монтажного з'єднання трубчатих елементів вежі не використовувалися болти чи заклепки. Усі монтажні з'єднання виконані шляхом електрозварювання. Будівництво вежі здійснювалося унікальним методом надбудови «згори до низу» без використання підіймальних кранів та ґвинтокрилів. Усі металоконструкції виготовлено в Українській РСР, проєктні, монтажні та будівельні роботи здійснені також силами вітчизняних інженерів.
Перший директор Київського радіотелевізійного передавального центру (1972—2004) — Валеріан Олександрович Сидоренко (1932—2012).

## Ракетний удар по вежі
1 березня 2022 року російські війська, що вторглися до України, випустили по структурах телевежі декілька ракет. Одна ракета влучила в апаратну на самій вежі, а інша — в трансформаторну підстанцію, яка живить вежу електроенергією. Унаслідок  обстрілу 5 осіб загинули (серед них —телеоператор Євген Сакун) та 5 осіб отримали поранення, а також після влучення деякий час не працювали всі українські телеканали. В той же день трансляцію деяких каналів у регіонах вдалося відновити.

## Антени
Висота антен вежі забезпечує для трьох 50-кіловатних передавачів метрового та дециметрового діапазонів передачу якісного телесигналу на відстань до 90-110 кілометрів. Цікаво, що безпосередньо під телевежею розташована так звана «мертва зона», прямий сигнал туди не потрапляє, тільки відбиті, і щоб «подивитися телевізор», потрібно шукати місце, де антена «зловить» сигнал.
Крім теле- і радіомовлення, з вежі здійснюється прийом-передача сигналів радіорелейних ліній (величезні «прожектори» без скла — це і є антени радіорелейного зв'язку). Також вежа забезпечує зв'язок для поліції, митної служби, Київенерго, ДАІ та багатьох інших відомств, передача даних бездротового Інтернету. На телевежі немає антен операторів телефонного стільникового зв'язку — для них величезна висота не потрібна.

## Рекорди
- Перша у світі суцільнометалева вежа.
- Найвища споруда України.
- До 2012 року найвища вільна ґратована (решітчаста) телевежа у світі (поступилась Tokyo Skytree в Японії).
- Друга найвища у Європі вежа після Останкінської телевежі (Москва, Росія).
- Друга за висотою телевежа у світі на момент спорудження (1973 рік).
- Одинадцята за висотою телевежа у світі.